# Ermita de la Virgen de los Desamparados (Montanejos)
La ermita de la Virgen de los Desamparados, sita en la aldea de la Alquería, del municipio de Montanejos, en la comarca del Alto Mijares, es un lugar de culto catalogado como Bien de Relevancia Local, dentro del Plan General de Ordenación Urbana, con código 12.08.079-003, y fecha de publicación en el BOP 6 de marzo de 2012.
Se localiza a un quilómetro aproximadamente del núcleo poblacional de Montanejos, cerca del barranco de la Alquería y de la Carretera CV-20 con dirección Arañuel.
Su datación es de 1669, pese a lo cual en el siglo XVIII ya se llevó a cabo una intervención que modificó su aspecto al que tiene en la actualidad.

## Descripción
El templo es de una sola nave, de forma rectangular, exenta exteriormente, con atrio de entrada (cerrado por dos de sus tres lados y acceso al templo por la parte frontal del mismo, a través de un arco de medio punto), con techumbre independiente, a dos a aguas y a menor altura que el cuerpo central de la ermita.
Interiormente presenta capillas laterales de reducidas dimensiones que se adosan a los muros. El altar mayor está presidido por una imagen de la Virgen de los Desamparados, completando el conjunto las imágenes de San José y de la Inmaculada Concepción, que se sitúan a ambos lados. Además presenta un suelo con figuras geométricas y una cubierta interior en forma de bóveda de cañón con lunetos para dar iluminación interior.
Exteriormente, el edificio tiene un sobrio aspecto blanquecino con sillares sin pintar en las esquinas de la fachada principal de la nave central y única de la ermita. Destaca la presencia del campanario barroco, fruto de la intervención del siglo XVIII. Se trata de una torre que se levanta sobre la techumbre de la ermita, y es una representación, a escala, de la típica torre de campanario valenciano barroco. Tiene dos cuerpos, el de las campanas y una especie de torrecilla o templete sobre el cuerpo de las campanas, con volutas diagonales en las esquinas, que se remata con un tejadillo en forma piramidal coronado por una veleta.
Como elemento decorativo el campanario presenta un zócalo de separación de los cuerpos, consistente en unos azulejos datados entre la segunda mitad del siglo XVII y la primera del XVIII; se trata de baldosas cuadradas de cuarto con dibujo completo en cuatro partes, que representa una roseta cuarteada con hojas curvadas, frutos y una palmeta en el ángulo.
Las fiestas patronales de Montanejos se celebran la primera semana de septiembre y es el martes de esa primera semana cuando se dedican a la Virgen de los Desamparados, oficiándose una solemne misa en la ermita precedida por una procesión en la que se saca su imagen.